# HD 76944
HD 76944，又名BD+38 1986，SAO 61191、HR 3580，是一颗恒星，视星等为6.44，位于銀經185.33，銀緯40.9，其B1900.0坐标为赤經8h 54m 9.4s，赤緯+37° 40.9′ 36″。